# François Joseph Pamphile de Lacroix
Pour les articles homonymes, voir de Lacroix.
François Joseph Pamphile, vicomte de Lacroix, né à Aimargues le 1er juin 1774 et mort à Versailles le 16 octobre 1841, est un général français de la Révolution et de l’Empire.
Fils de Jean Pierre Lacroix et de Catherine de Seurat, il était parent de Jean-Louis Lacroix, dit Lacroix de Niré, (1766-1813). Son père fut avocat, contrôleur des tailles et taillons du diocèse de Nîmes, puis juge au Tribunal criminel du département de l'Hérault puis juge de paix à Castries sous la Révolution et l’Empire ; sa famille, originaire de Saint-Hippolyte[Lequel ?] et appartenant à l'ancienne noblesse de Montpellier, avait fourni plusieurs chefs protestants à la révolte des Cévennes, sous le règne de Louis XIV.
Pamphile de Lacroix, se sentant porté par vocation vers la carrière militaire, y entra jeune après avoir fait des études chez les Oratoriens. Ses trois frères, qui avaient reçu la même éducation, se trouvèrent sous les drapeaux en même temps que lui. L'aîné périt le premier, au début des guerres de la République ; le second, qui eut le mollet emporté par un boulet à la bataille de Jemmapes, se vit forcé de quitter le service, dut subir l'amputation après trente-six ans de souffrances, et mourut à Montpellier en 1842 ; le troisième, qui était le plus jeune, fut “assassiné par les révoltants ” pendant l'expédition de Saint-Domingue. Il avait été placé d'abord dans l'état-major du général d’Harville, qui monta plus tard sur l'échafaud révolutionnaire.

## Œuvre
En 1819, le général Pamphile de Lacroix publie des Mémoires pour servir à l'histoire de la révolution de Saint-Domingue. Le livre s'impose aussitôt comme une source de premier ordre sur l'histoire de cette île. L'auteur ne se limite pas, en effet, au récit de l'expédition Leclerc à laquelle il a pris part en 1802, mais propose également une étude générale de la révolution haïtienne qui en retrace tous les aspects : politiques, sociaux, économiques. Il propose également une description des deux entités rivales qui coexistent alors sur l'île : la République haïtienne d'Alexandre Pétion et le royaume d'Haïti d'Henri Christophe.
Son analyse est lucide et, dans le contexte des débats de l'époque sur l'attitude que la monarchie française doit adopter vis-à-vis de cette colonie rebelle, Pamphile de Lacroix estime que la révolution haïtienne est irréversible, et qu'une nouvelle tentative de reconquête serait illusoire. Il appuie donc l'idée d'exiger de l’État haïtien un dédommagement en échange de la reconnaissance de l'indépendance. Il serait aisé, selon lui, de frapper Haïti par l’anéantissement de sa flotte, le blocus de ses ports, le bombardement de ses villes côtières et l’incendie de ses cultures... « Nous leur détruirions plus dans un jour qu’ils ne pourraient rétablir dans un an. » Cela pourrait convaincre les « chefs actuels qu’il vaut mieux céder une partie des biens qu’ils ont usurpés ».
C'est finalement cette solution qui prévaudra quand le roi Charles X décidera d'imposer, par la menace, une indemnité de 150 millions de francs à l’État haïtien, en 1825.

## Source
- « François Joseph Pamphile de Lacroix », dans Charles Mullié, Biographie des célébrités militaires des armées de terre et de mer de 1789 à 1850, 1852 [détail de l’édition]
- Biographie Universelle Michaud - Tome 22.